# Wimbledon Championships 2012/Herrendoppel-Rollstuhl
Das Herrendoppel (Rollstuhl) der Wimbledon Championships 2012 war ein Rollstuhltenniswettbewerb in London und fand vom 6. bis zum 8. Juli statt.
Titelverteidiger waren Maikel Scheffers, der in diesem Jahr nicht antrat, und Ronald Vink.

## Setzliste
| Nr. | Paarung                        | Erreichte Runde |
| --- | ------------------------------ | --------------- |
| 01. | Robin Ammerlaan Ronald Vink    | Finale          |
| 02. | Stéphane Houdet Nicolas Peifer | Halbfinale      |

## Ergebnisse
Zeichenerklärung
- Q = Qualifikant
- WC = Wildcard
- LL = Lucky Loser
- ITF = qualifiziert über ITF-Ranking
- ALT = alternate (Ersatz)
- PR = Protected Ranking
- SE = Special Exempt
- r = retired (Aufgabe)
- d = Disqualifikation
- w.o. = walkover
- [ ] = Match-Tie-Break

|  | Halbfinale | Halbfinale                     | Halbfinale                     | Halbfinale | Halbfinale                  |                  |   | Finale | Finale | Finale | Finale | Finale |
|  |            |                                |                                |            |                             |                  |   |        |        |        |        |        |
|  | 1          | Robin Ammerlaan Ronald Vink    | 6                              | 6          |                             |                  |   |        |        |        |        |        |
|  |            | Marc McCarroll Gordon Reid     | 2                              | 2          |                             |                  |   |        |        |        |        |        |
|  | 1          | Marc McCarroll Gordon Reid     | 2                              | 2          | Robin Ammerlaan Ronald Vink | 4                | 2 |        |        |        |        |        |
|  | 1          |                                |                                |            |                             |                  | 2 |        |        |        |        |        |
|  |            |                                | Tom Egberink Michaël Jeremiasz | 6          | 6                           |                  |   |        |        |        |        |        |
|  |            | Tom Egberink Michaël Jeremiasz | Tom Egberink Michaël Jeremiasz | 6          | 6                           | 2                | 7 | 7      |        |        |        |        |
|  |            |                                |                                |            |                             | 2                | 7 | 7      |        |        |        |        |
|  | 2          | Stéphane Houdet Nicolas Peifer | 6                              | 65         | 5                           |                  |   |        |        |        |        |        |
|  | 2          | Stéphane Houdet Nicolas Peifer | 6                              | 65         | 5                           | Spiel um Platz 3 |   |        |        |        |        |        |
|  |            |                                |                                |            |                             |                  |   |        |        |        |        |        |
|  |            | Marc McCarroll Gordon Reid     | 1                              | 61         |                             |                  |   |        |        |        |        |        |
|  | 2          | Stéphane Houdet Nicolas Peifer | 6                              | 7          |                             |                  |   |        |        |        |        |        |